# Sport Vlaanderen-Baloise
Sport Vlaanderen–Baloise (Код UCI: SVB) — бельгийская проконтинентальная шоссейная велокоманда, основанная в 1994 году.

## История
Команда была создана в 1994 году фламандским сообществом по инициативе Леоны Детьеж, министра занятости и социальных дел Фламандского региона. Проект возглавляли Крис Рогерс, начальник штаба министра-президента региона Люка Ван ден Бранде, и Фонс Лерой, который стал председателем совета директоров команды. Они получили поддержку тогдашнего тренера велошоссейной сборной Бельгии Роже Свертса, который стал одним из спортивных директоров команды, Эдди Меркса, компания которого обеспечила поддержку команды велосипедным инвентарем и Ноэля Де Мёленара с его спонсорской компанией «ASS», посредничество которой позволило привлечь в команду нескольких гонщиков. Наиболее известным и опытным из них был Ян Невенс, выступающий в профессионалах с 1980 года.
В 1996 году Международный союз велосипедистов (UCI) разделил велосипедные команды по дивизионам. Vlaanderen 2002 была определена во второй дивизион. В этом сезоне Гленн Д'Холландер стал третьим в общем зачёте в Тура де л'Авенир, выиграл Схал Селс и 10-й этап Тура Австрии.
В 1997 году гонщики команды одержали 12 побед. По окончании сезона трое из них покинули команду: Марио Артс и Кюрт Ван де Ваувер подписали соглашение с Lotto, а Герт Ван Бондт перешел в голландскую TVM. 
В 1998 году одной из главных звёзд Vlaanderen 2002 стал 25-летний Петер Вёйтс. Он выиграл по этапу на Туре Нидерландов и Туре де л'Авенир, но в конце сезона покинул команду, перейдя в Lotto. Также с команды, проведя в ней только один сезон, ушел Лейф Хосте.
Сезон 2004 года стал самым успешным для коллектива с момента его основания. Гонщики завоевали 17 побед, из которых 8 добыл Стевен Катховен, проводивший только свой первый сезон в элите.

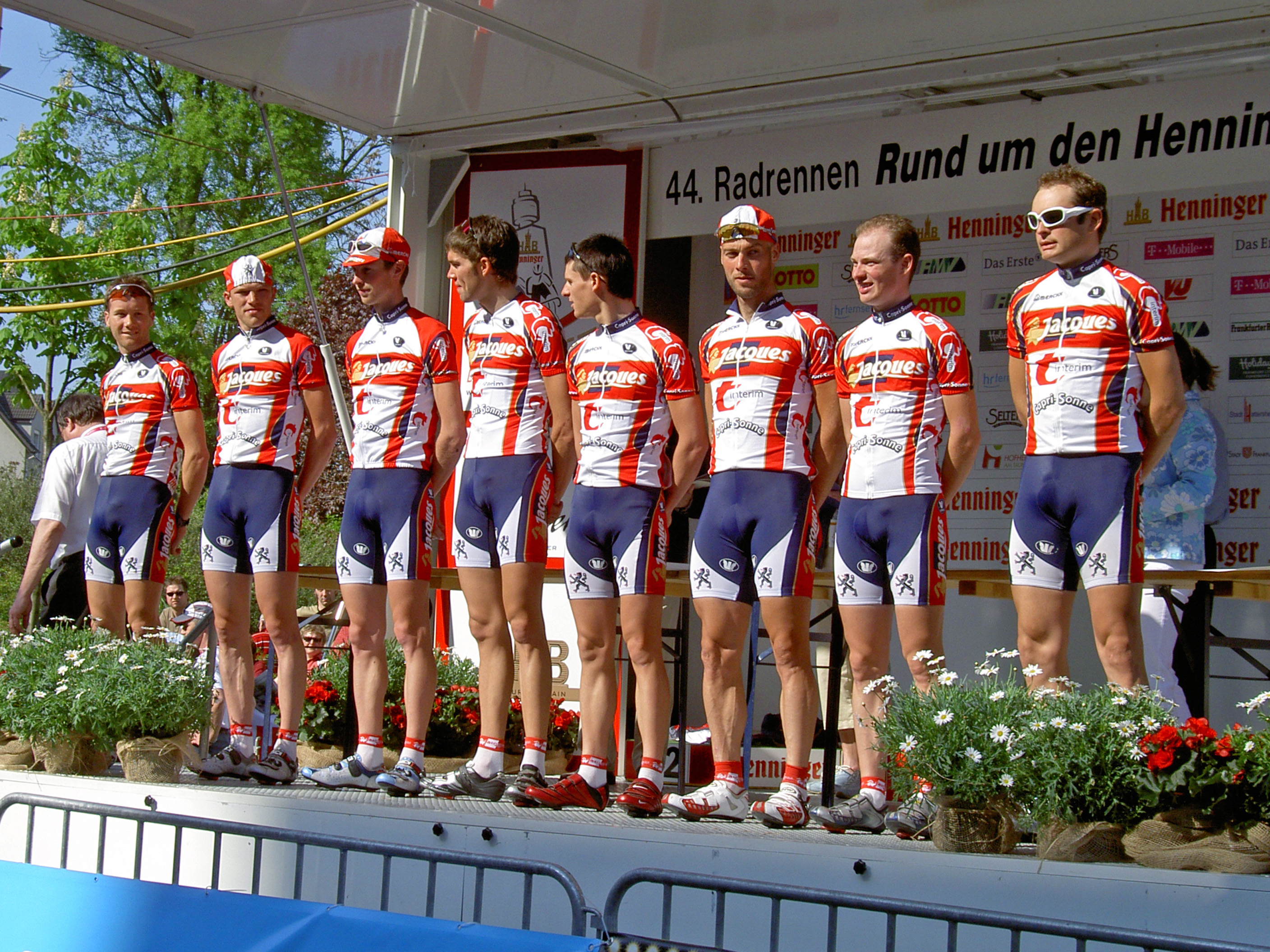
Команда в 2005 году

В 2005 году с основанием ПроТура команда получила статус проконтинентальной. Её главным спонсором стала компания «Chocolat Jacques», а пост генерального менеджера занял Кристоф Серкю. Одним из новичков состава был бельгиец Нико Экхаут, сразу начавший себя проявлять.
В 2006 году Нико Экхаут стал чемпионом Бельгии в групповой гонке, а также добыв ряд побед, первенствовал по окончании сезона в UCI Europe Tour.
В 2014 году гонщики команды одержали 11 побед на гонках, проводимых под эгидой UCI. Том Ван Асбрук повторил достижение Экхаута, также став первым в итоговом рейтинге UCI Europe Tour. Кроме того, коллектив выиграл и командный рейтинг.
В 2015 году команда второй год подряд стала лучшей проконтинентальной командой Европы.

## Спонсоры и финансирование
В первом сезоне 1994 года Vlaanderen 2002 имела бюджет в около 20 млн бельгийских франков. Средства поступали в основном от Фламандского сообщества. Вторичные спонсоры, перечисленные в названии команды, предоставляли её инвентарь и сопутствующие услуги.
В 2001 году одним из спонсоров команды стала биржа труда «T-Interim». Это позволило увеличить годовой бюджет до 40 млн бельгийских франков.
С 2004 по 2008 год команду спонсировал производитель шоколада «Barry Callebaut». Один из её продуктов Chocolat Jacques отображался в названии коллектива. В 2009 году место Barry Callebaut заняла компания «Topsport».
Компания-производитель велосипедов «Eddy Merckx Cycles» была вторым спонсором команды с 1994 по 2000 год. Она больше не указана в названии команды с 2001 года, но продолжает поставлять ей гоночные велосипеды.

## Текущий состав
| Состав 2018                                 | Состав 2018      | Состав 2018                                   | Состав 2018 |
| Гонщик                                      | Дата рождения    | Предыдущая команда                            |             |
| ------------------------------------------- | ---------------- | --------------------------------------------- | ----------- |
| Пит Аллегарт                                | 20 января 1995   | EFC-Etixx (2016)                              |             |
| Амори Капьё                                 | 25 июня 1993     | Lotto-Belisol U23 (2014)                      |             |
| Айме Де Гендт                               | 17 июня 1994     | EFC-Etixx (2015)                              |             |
| Кенни Де Кетеле                             | 5 июня 1985      | Davitamon-Win For Life-Jong Vlaanderen (2007) |             |
| Морено Де Паув                              | 12 августа 1991  | Rock Werchter (2013)                          |             |
| Линдсей Де Вилдер                           | 30 мая 1995      | EFC-Etixx (2016)                              |             |
| Бенджамин Деклерк                           | 4 февраля 1994   | EFC-Etixx (2016)                              |             |
| Кевин Дельтомб                              | 27 февраля 1994  | Lotto-Soudal U23 (2016)                       |             |
| Максим Фаразейн                             | 2 июня 1994      | EFC-Etixx (2015)                              |             |
| Робб Гиз                                    | 11 января 1997   | Lotto-Soudal U23 (2017)                       |             |
| Милан Ментен                                | 31 октября 1996  | Lotto-Soudal U23 (2017)                       |             |
| Кристоф Нопп                                | 29 ноября 1994   | EFC-Etixx (2016)                              |             |
| Эмиль Планкарт                              | 22 октября 1996  | Lotto-Soudal U23 (2017)                       |             |
| Эдвард Планкарт                             | 1 февраля 1995   | Lotto-Soudal U23 (2016)                       |             |
| Йонас Риккарт                               | 7 февраля 1994   | Ovyta-Eijssen-Acrog (2013)                    |             |
| Томас Спренгерс                             | 5 февраля 1990   | Lotto-Belisol U23 (2012)                      |             |
| Дрис Ван Гестел                             | 30 сентября 1994 | Lotto-Soudal U23 (2015)                       |             |
| Матиас Ван Гомпель                          | 24 сентября 1995 | Lotto-Soudal U23 (2017)                       |             |
| Пребен Ван Хекке                            | 9 июля 1982      | Predictor-Lotto (2007)                        |             |
| Кеннет Ван Рой                              | 8 октября 1993   | Lotto-Soudal U23 (2015)                       |             |
| Аарон Вервилст                              | 2 мая 1997       | Lotto-Soudal U23 (2017)                       |             |
| Жорди Варлоп                                | 4 июня 1996      | EFC-L&R-Vulsteke (2017)                       |             |
| Саша Вимаес (1 июл–31 дек)                  | 9 февраля 1998   | EFC-L&R-Vulsteke (2018)                       |             |
|                                             |                  |                                               |             |
| Источники: ProCyclingStats Cycling Quotient |                  |                                               |             |

## Главные победы
1995
Этап 4 Тур Нидерландов, Том Стелс
Натионале Слёйтингспрейс, Том Стелс
Гран-при 1-го мая, Том Стелс
Мемориал Рика Ван Стенбергена, Том Стелс
1996
Гран-при Исберга, Марио Артс
Схал Селс, Гленн Д'Холландер
Брюссель — Ингойгем, Эрвин Тейс
Этап 9 Тур Австрии, Люк Росен
Этап 10 Тур Австрии, Гленн Д'Холландер
1997
 Франко-Бельгийское кольцо, Марио Артс
Этап 1, Герт Ван Бондт
Этап 3, Крис Геритс
 Сиркуито Монтаньес, Кюрт Ван Де Ваувер
Этап 2, Эрвин Тейс
 Велонеделя Зеландской Фландрии, Берт Русемс
Мемориал Ван Конингсло, Герт Верхейен
1998
Эйроде Омлоп, Гленн Д'Холландер
Флеш Арденнаиз, Эрвин Тейс
Зеллик — Галмарден, Крис Геритс
Омлоп ван де Весткюст, Крис Геритс
Этап 4 Тур Нидерландов, Петер Вёйтс
Этап 3 Франко-Бельгийское кольцо, Крис Геритс
Этап 3 Сиркуито Монтаньес, Лейф Хосте
Этап 1 Тур де л'Авенир, Лейф Хосте
Этап 2 Тур де л'Авенир, Петер Вёйтс
1999
Этап 5 Круг Мина, Вилфрид Кретскенс
Этап 6b Круг Мина, Стив Вермаут
Этап 1 Сиркуито Монтаньес, Глен Д'Холландер
Этап 4b Сиркуито Монтаньес, Командная гонка
Этап 3a Тур Баварии, Крис Геритс
Эйроде Омлоп, Крис Геритс
Наменсе Пейл, Вилфрид Кретскенс
2000
Этапы 2 & 3 Стер дер Белофтен, Эрвин Тейс
Тур Лимбурга, Эрвин Тейс
Этап 2 Декра Опен Штутгарт, Бьёрн Лёкеманс
Этап 3 Декра Опен Штутгарт, Эрвин Тейс
2001
Ле-Самен, Крис Геритс
Этап 4 Тур Соммы, Нико Сейменс
2002
Этап 2 Сиркуито Монтаньес, Джоффри Демейер
2003
Хел ван хет Мергелланд, Вим Ван Хюффель
Этап 6b Круг Мина, Ваутер Ван Мехелен
Этапы 4 & 6 Тур Австрии, Нико Сейменс
 Сиркуито Монтаньес, Стевен Клейнен
Этап 3, Нико Сейменс
Этап 2 Тур Китая, Нико Сейменс
2004
Гран-при Лиллера, Бенни Де Схродер
Этапы 1 & 3 Вуэльта Ла-Риохи, Ян Кёйкс
Этап 9 Круг Мина, Ваутер Ван Мехелен
Этап 6 Тур Австрии, Ян Кёйкс
Этап 5a Сиркуито Монтаньес, Весли Ван Дер Линден
Брюссель — Ингойгем, Стевен Катховен
Этап 4 Режио-Тур, Стевен Катховен
Схал Селс, Джоффри Демейер
Этап 3 Тур де л'Авенир, Стевен Катховен
Этап 3 Тур Соммы, Ваутер Ван Мехелен
2005
Гран-при Рюди Даненса, Кун Барбе
Дварс дор Фландерен, Нико Экхаут
Этап 2 Три дня Де-Панне, Нико Экхаут
Этап 4a Тур Рейнланд-Пфальца, Питер Мертенс
Этап 1 Тур Саксонии, Стевен Катховен
Гран-при Исберга, Нико Экхаут
Омлоп ван хет Хаутланд, Кевин Ван Импе
Омлоп ван де Вламсе Схелдеборден, Нико Экхаут
Этап 1 Франко-Бельгийское кольцо, Нико Экхаут
2006
 Этуаль де Бессеж, Фредерик Виллемс
Этап 1, Фредерик Виллемс
Классика Бевербека, Эверт Вербист
Де Вламсе Пейл, Эверт Вербист
 Три дня Западной Фландрии, Нико Экхаут
Этап 3, Нико Экхаут
Омлоп ван хет Васланд, Нико Экхаут
Дварс дор Фландерен, Фредерик Вёсхелен
Этап 5 Тур Рейнланд-Пфальца, Стевен Катховен
Этап 3 Стер Электротур, Фредерик Виллемс
 Чемпионат Бельгии, Нико Экхаут, Групповая гонка
Этап 4 Тур Австрии, Питер Гиллеберт
Этап 4 Тур Британии, Фредерик Виллемс
Мемориал Рика Ван Стенбергена, Нико Экхаут
Чемпионат Фландрии, Нико Экхаут
Этап 3 Франко-Бельгийское кольцо, Нико Экхаут
2007
Этап 2 Тур Даун Андер, Стевен Катховен
Этап 4 Тур Даун Андер, Питер Гиллеберт
Де Вламсе Пейл, Йелле Ванендерт
Омлоп ван хет Васланд, Нико Экхаут
Интернати Ренингелст, Ильо Кейссе
Схал Селс, Кенни Дехас
2008
Классика Бевербека, Йохан Кунен
Омлоп ван хет Васланд, Нико Экхаут
Этап 3 Четыре дня Дюнкерка, Крис Букманс
Этап 1 Тур Бельгии, Крис Букманс
2009
Омлоп ван хет Васланд, Йохан Кунен
Велотрофей Йонга Ван Мар Мудига, Томас Де Гендт
Этап 4 Тур Валлонии, Томас Де Гендт
Этап 3 Вуэльта Бургоса, Николас Мас
2010
Этап 2 Тур Катара, Герт Стёрс
Этап 3 Три дня Западной Фландрии, Крис Букманс
Гран-при Аргау, Кристоф Вандевалле
Этап 5 Стер Электротур, Крис Букманс
Этап 2 Тур Дании, Майкл Ван Стайен
Мемориал Рика Ван Стенбергена, Майкл Ван Стайен
2011
Тур Бохума, Питер Ванспейбраук
2012
Классика Бевербека, Том Ван Асбрук
Омлоп ван хет Васланд, Пребен Ван Хекке
Велотрофей Йонга Ван Мар Мудига, Тим Деклерк
Гран-при Гела, Том Ван Асбрук
2013
Этап 1 Этуаль де Бессеж, Майкл Ван Стайен
Омлоп ван хет Васланд, Питер Якобс
Велотрофей Йонга Ван Мар Мудига, Тим Деклерк
Гран-при Гела, Ив Лампарт
Антверпсе Хавенпейл, Пребен Ван Хекке
Этап 1 Классика мировых портов, Йелле Валлайс
Схал Селс, Питер Якобс
Гран-при Соммы, Пребен Ван Хекке
2014
Париж — Тур, Йелле Валлайс
Гран-при Марсельезы, Кеннет Ванбилсен
Этап 1 Этуаль де Бессеж, Сандер Хелвен
Шоле — Земли Луары, Том Ван Асбрук
Этап 2 Петли Майена, Элиот Литар
Этап 4 Тур Валлонии, Том Ван Асбрук
Велотрофей Йонга Ван Мар Мудига, Гейс Ван Хукке
Гран-при Зоттегема, Эдвард Тёнс
Классика Арнем — Венендал, Ив Лампарт
Де Кюстпейл, Майкл Ван Стайен
Омлоп ван хет Хаутланд, Йелле Валлайс
2015
Дварс дор Фландерен, Йелле Валлайс
Тур Дренте, Эдвард Тёнс
Этап 5 Четыре дня Дюнкерка, Эдвард Тёнс
Гран-при Крикельона, Йелле Валлайс
 Чемпионат Бельгии, Пребен Ван Хекке, Групповая гонка
Дварс дор де Вламсе Арденнен, Стейн Стелс
Полинорманд, Оливер Насен
Гойксе Пейл, Оливер Насен
Дуо Норман, Виктор Кампенартс и Йелле Валлайс
Этап 3 Тур де Еврометрополь, Эдвард Тёнс
2016
Гран-при Лиллера, Стейн Стелс
Омлоп Мандел-Лейе-Схелде, Питер Ванспейбраук
2017
Этап 1 Тур Фьордов, Дрис Ван Гестел
Де Кюстпейл, Кристоф Нопп
Гран-при Марселя Кинта, Йонас Риккарт

## Рейтинг UCI Europe Tour
| Сезон | Место | Лучший гонщик           |
| ----- | ----- | ----------------------- |
| 2005  | 11    | Нико Экхаут (3)         |
| 2006  | 5     | Нико Экхаут (1)         |
| 2007  | 17    | Нико Экхаут (28)        |
| 2008  | 11    | Нико Экхаут (13)        |
| 2009  | 17    | Кристоф Годдарт (71)    |
| 2010  | 8     | Крис Букманс (40)       |
| 2011  | 19    | Майкл Ван Стайен (53)   |
| 2012  | 12    | Майкл Ван Стайен (14)   |
| 2013  | 3     | Майкл Ван Стайен (6)    |
| 2014  | 1     | Том Ван Асбрук (1)      |
| 2015  | 1     | Эдвард Тёнс (2)         |
| 2016  | 9     | Питер Ванспейбраук (35) |
| 2017  | 11    | Берт Ван Лерберге (53)  |